# Ожегов Сергій Кирилович
Сергі́й Кири́лович О́жегов (нар. 7 червня 1965, Київ, Українська РСР, СРСР) — український футболіст і футзаліст, футзальний тренер.

## Біографія
Почав займатися футболом з 7 років. Перший тренер — Володимир Штирін (за іншими даними — Спірін). В 12-річному віці дебютував у складі ДЮСШ «Темп» (Київ) у чемпіонаті міста.
З 1983 по 1985 рік проходив службу у військах протиповітряної оборони СРСР у Капустиному Яру (Астраханська область). Через декілька років після цього почав виступати у футболі у «Сулі» (Лубни), «Росі» (Біла Церква) і «Прометеї» (Шахтарськ).
З сезону 1992/1993 почав футзальну кар'єру зі столичної команди «Слід», з якою виграв перші чемпіонат і Кубок України з футзалу. У 1993 році виступав за збірну України на турнір «Санкт-Петербурзька осінь». Паралельно нетривалий час виступав у аматорському чемпіонаті України з футболу за «Оболонь-Зміну» і «Катех», але згодом повністю сконцентрувався на футзалі.
Після розформування «Сліду», друге коло сезону 1994/95 провів у «Кий-Адамасі». Наступний сезон провів в одеському «Локомотиві», де здобув другий титул чемпіона країни. Наступні 4 сезони провів у складі столичного «Інтеркасу», де ще двічі вигравав чемпіонат і один раз Кубок.
Сезон 2000—2001 відіграв за «Інтеркас-2» у другій лізі. Наступний сезон відіграв за «Метрополітен» у першій лізі і завершив свою ігрову кар'єру.
Ще 2001 року очолив юнацьку команду Інтеркасу у якій пропрацював до 2003 року. Після цього очолював збірну України з футзалу серед гухонімих і виграв з нею бронзові нагороди на чемпіонаті Європи.
З липня 2003 року до 19 грудня 2006 року працював тренером в «Урагані».
На початку 2008 року очолив «Меркурій». У кінці 2009 року Ожегов вирішив припинити роботу з «Меркурієм» через сімейні обставини.
Деякий час тренував вищоліговий ПФС (Севастополь).
Зараз працює тренером в ДЮФК «Столичний».

## Нагороди і досягнення

### Гравець
«Слід»
- Вища ліга
  -  Чемпіон (1): 1993/94

- Кубок України з футзалу
  -  Володар (1): 1992/93

 «Локомотив» Одеса
- Вища ліга
  -  Чемпіон (1): 1995/96

 «Інтеркас»
- Вища ліга
  -  Чемпіон (2): 1998/99, 1999/00
  -  Срібний призер чемпіонату України: 1996/97, 1997/98

- Кубок України з футзалу
  -  Володар (1): 1999/00